# Amphineurus (Nesormosia) niveinervis
Amphineurus (Nesormosia) niveinervis is een tweevleugelige uit de familie steltmuggen (Limoniidae). De soort komt voor in het Australaziatisch gebied.